# John Lawson
Pour les articles homonymes, voir John Lawson (homonymie) et Lawson.
John Lawson  (1723-1779) est un mathématicien anglais.

## Biographie
Lawson fut éduqué à Sydney Sussex College. Il rentre à Cambridge en 1747. Deux ans plus tard, il y obtient sa maîtrise et devient lecteur de mathématiques. Maître d'internat à Swanscombe dans le Kent en 1759. Il publie anonymement en 1756 une dissertation sur l'analyse géométrique des anciens grecs, de nouveau imprimée entre 1771 et  1774. On ne doit pas le confondre avec le révérend John Swanson, irlandais, qui officiait à la même époque et donna quant à lui force sermons. Il fut le maître de Henry Cavendish, qui en garda le souvenir d'un mathématicien très capable.

## Œuvres
On trouve certaines œuvres de Lawson via le catalogue de la librairie australienne :
- 1747, A dissertation on the geometrical analysis of the antients. With a collection of theorems and problems, without solutions, for the exercise of young students publié à Rochester,  par Simmons and Kirkby en 1774.
- 1770, An arithmetical problem publié à Cambridge.

On trouve deux publications de Lawson sur siris-librairie.si.edu
- 1771, The two books of Apollonius Pergæus concerning tangencies : as they have been restored by Franciscus Vieta and Marinus Ghetaldus with a supplement by John Lawson imprimé à Londres  par  G. Bigg successeur de  D. Leach
- 1772, The two books of Apollonius Pergæus, Concerning determinate section : as they have been restored by Willebrordeus Snellius ; by John Lawson ; to which are added the same two books, by William Wales, being an entire new work, imprimé à Londres  par  G. Bigg successeur de  D. Leach *
- 1773,  A synopsis of all the data for the construction of triangles, from which geometrical solutions have hitherto been in print. With references to the authors, where those solutions are to be found. By John Lawson Rochester ; imprimée par T. Fisher.
- 1776, Proposals for publishing by subscription, geometrical tracts.

Certains de ses travaux parurent en appendice de ceux de Colin Maclaurin.
- 1796, (sixième édition) Colin Maclaurin, John Lawson : in three parts. Containing I. The fundamental rules and operations; II. The composition and resolution of equations of all degrees, and the different affections of their roots; III. The application of algebra and geometry to each other. To which is added, an appendix, concerning the general properties of geometrical lines

D'autres en collaboration avec Robert Simson
- A treatise concerning porisms

Certains sermons sont publiés sous le nom de Lawson, ministre protestant de Closeburn, né en  1709 à Magherafelt, dans le comté de Derry et lecteur d'histoire et de théologie  à la fondation Erasme Smith. Ils ne doivent pas être attribués au mathématicien.
- 1753, A sermon, preached in St. Andrews, Dublin. before the Honourable House of Commons: on Tuesday, the 23d of October, 1753. Imprimé par George Faulkner.
- 1758, rééditées en  1760, Lectures concerning oratory. Delivered in Trinity College, Dublin, by John Lawson, imprimés par George Faulkner.
- La même année, Irene: carmen historicum: Ad praehonorabilem vicecomitem Boyle édité par Georges Faulkner, dans l'Essex.